# Anticlides
Anticlides (en llatí Anticleides, en grec antic Ἀντικλείδης), fou un historiador grec nascut a Atenes, segons Ateneu de Naucratis, que va viure a la part final del segle iv aC després de l'època d'Alexandre el Gran.
Va escriure:
- Περὶ Νόστων, un relat sobre el retorn de les expedicions gregues. Un relat d'Estrabó sobre els pelasgs, està probablement tret d'aquesta obra.
- Δηλιακὰ, una història de Delos
- Ἐξηγητικὸς, que sembla una mena de diccionari destinat a explicar les paraules i frases que es trobaven a les històries antigues.
- Περὶ Ἀλεξάνδρου, sobre Alexandre. Diògenes Laerci cita el segon llibre d'aquesta obra.[1]